# Halvor Steenerson
Halvor Steenerson (Pleasant Springs, 30 giugno 1852 – Crookston, 22 novembre 1926) è stato un politico statunitense. Di origini norvegesi, fu membro della Camera dei Rappresentanti dal 1903 al 1923.

## Biografia
Nato nel Wisconsin, Halvor Steenerson si trasferì con la famiglia nella Contea di Houston, in Minnesota, nel 1853. Ivi studiò nella scuola elementare locale e, in seguito, si diplomò alla scuola superiore di Rushford. Studiò giurisprudenza alla Union College of Law di Chicago. Fu ammesso al bar nel 1878 e cominciò la pratica forense a Lanesboro.
Nel 1880, Steenerson si trasferì a Crookston, dove divenne procuratore generale della contea di Polk dal 1881 al 1883. Nel 1883 fu eletto al Senato del Minnesota dove rimase fino al 3 gennaio 1887. Dal 1903 al 1923 fu eletto con i Repubblicani alla Camera dei Rappresentanti, in cui fu anche presidente della Commissione della Milizia.
Dopo aver fallito la rielezione alla Camera nel 1922, Steenerson riprese la pratica legale a Crookston, città nella quale morì nel 1926.